# Hendrik II van Frankrijk

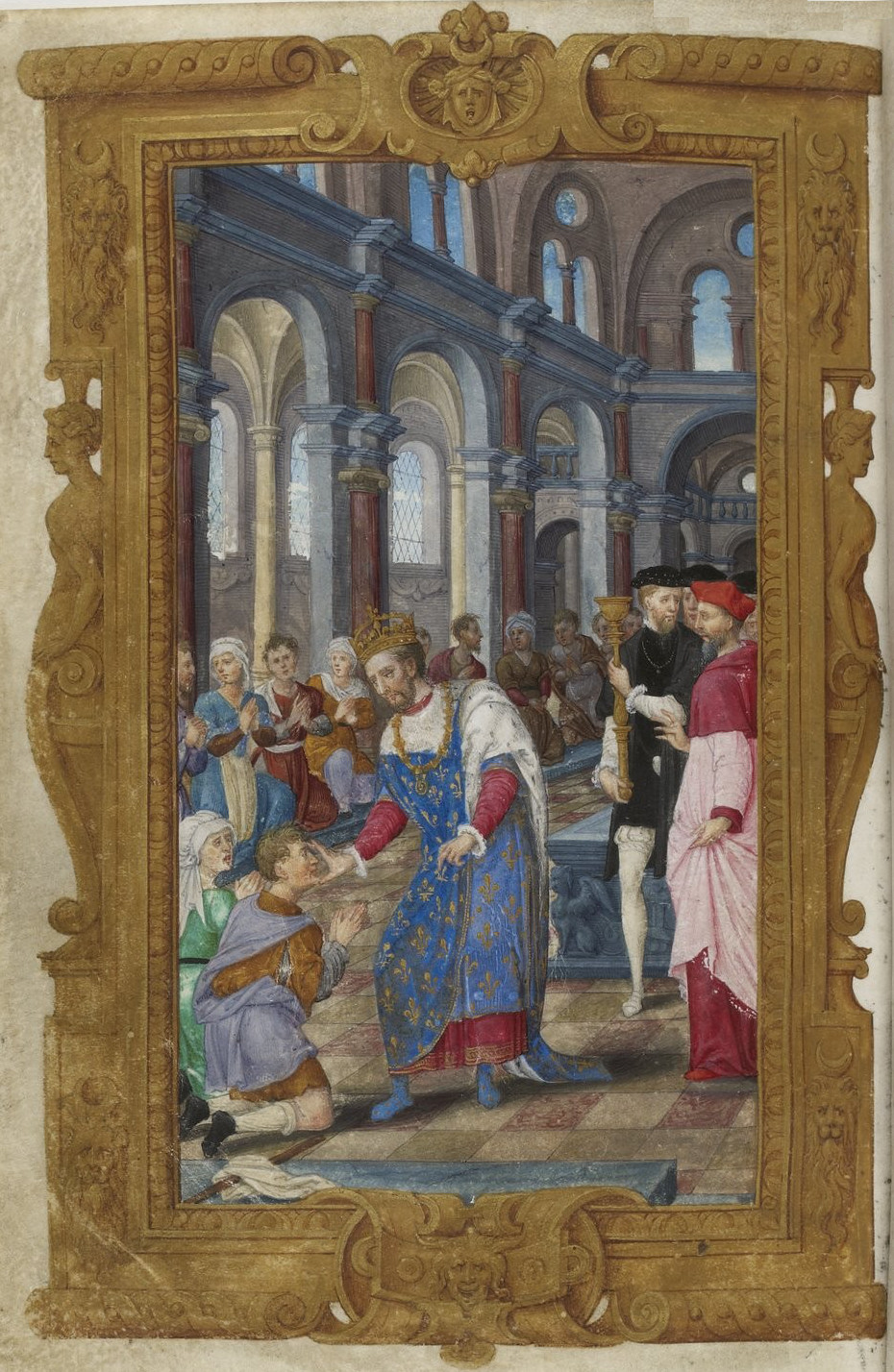
Handoplegging door Hendrik II om het koningszeer te genezen

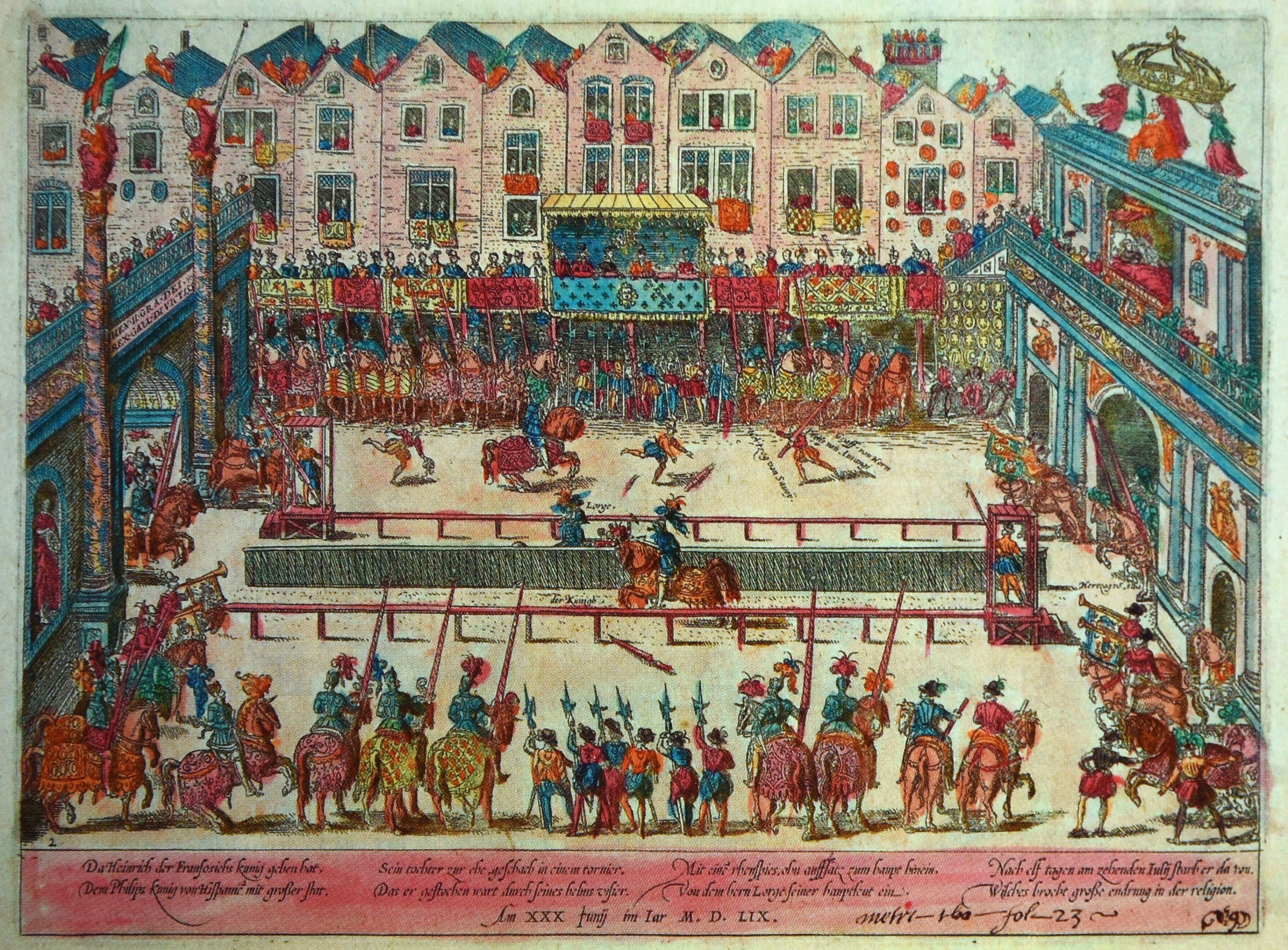
Dodelijke verwonding van Hendrik II tijdens een steekspel na de Vrede van Cateau-Cambrésis in 1559

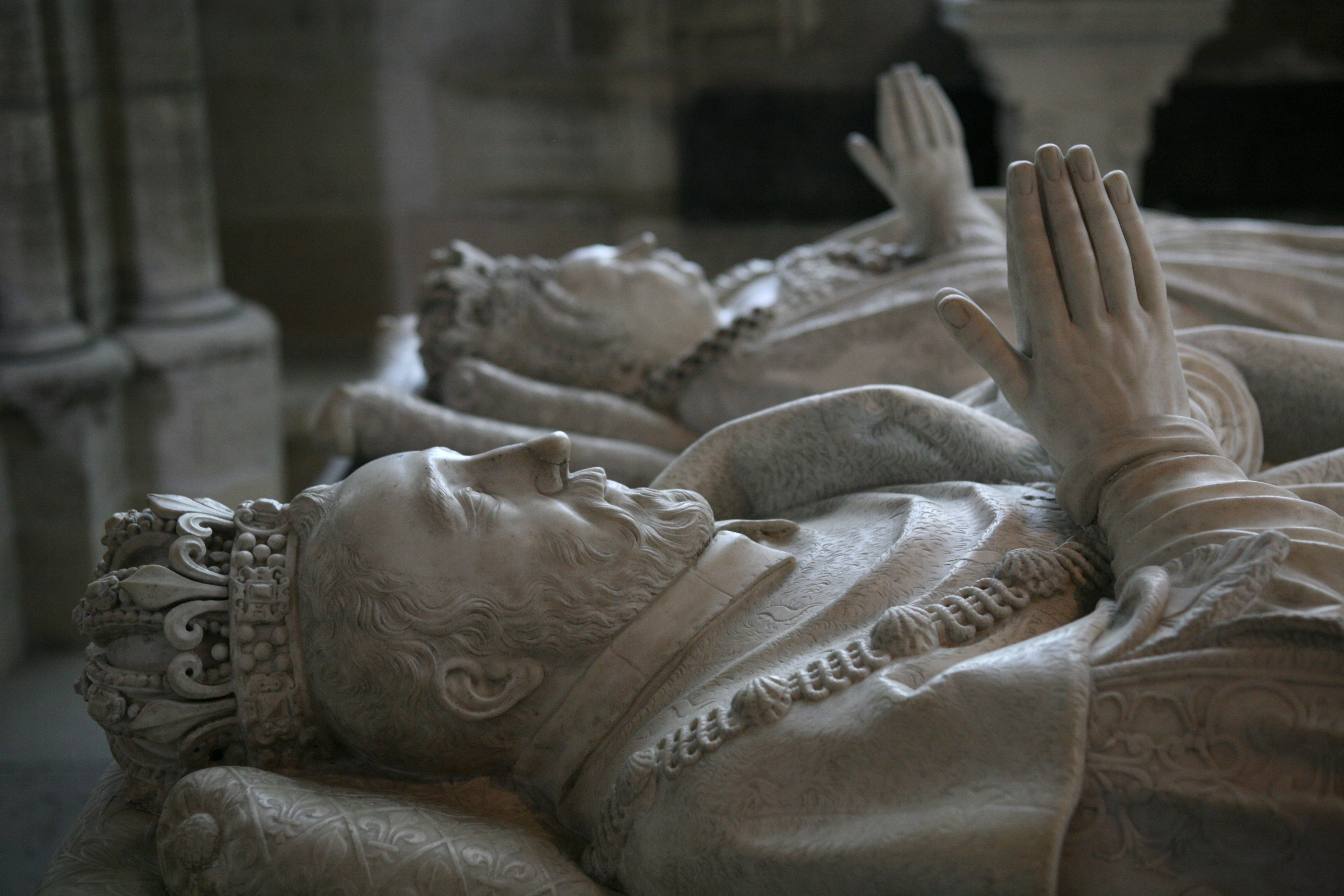
Funeraire ligbeelden van Hendrik II en Catherina de' Medici

Hendrik II (Saint-Germain-en-Laye, 31 maart 1519 — Parijs, 10 juli 1559) was koning van Frankrijk van 1547 tot aan zijn dood. Hij was de tweede zoon van Frans I en Claude van Frankrijk, allebei uit het huis Valois. Naar hem is de decoratieve Henri Deux stijl genoemd.

## Leven
Hendriks moeder Claude van Frankrijk stierf toen hij vijf jaar oud was. Een van haar hofdames, Diane de Poitiers, hield zich bezig met zijn opvoeding. Ze zou zelfs zijn maîtresse worden, al was zij twintig jaar ouder dan hij, en tot aan zijn dood zou ze een rol in zijn leven spelen. In maart 1526 werd de toen zesjarige Hendrik met zijn broer, kroonprins Frans, als gijzelaar overgeleverd aan Spanje om de naleving van de Vrede van Madrid te garanderen. Zijn vader had die toegestaan puur om vrij te komen na de Slag bij Pavia, maar zonder de intentie om werkelijk gebiedsafstand te doen. Daardoor zaten Hendrik en zijn broer in steeds zwaardere condities gevangen, terwijl hun vader de Italiaanse Oorlog met keizer Karel V hernam. In de Damesvrede van Kamerijk werd hun vrijlating bedongen in ruil voor meer dan een miljoen kronen. Na de vervulling van deze en andere voorwaarden werden de koninklijke broers op 1 juli 1530 vrijgelaten uit het kasteel van Pedraza. Hendrik zou deze vernederende jaren nooit vergeven of vergeten.
Op veertienjarige leeftijd huwde Hendrik, met Dianes goedvinden, met de even oude Catharina de' Medici, een verre nicht van Diane. Er was nogal wat tegenstand van het hof, omdat Hendrik beneden zijn stand zou trouwen. Het huwelijk, ingezegend op 28 oktober 1533 te Marseille, bleef tien jaar lang kinderloos, en Hendrik overwoog ernstig een scheiding. Toen zijn oudere broer Frans in 1536 overleed, werd Hendrik plots de troonopvolger. In 1538 kreeg hij een dochter bij Diane, die inmiddels zijn maîtresse was geworden, maar in 1544 werd dan eindelijk zijn eerste wettige kind geboren. Nog negen anderen zouden volgen, in twaalf jaar tijd.
In 1547 volgde Hendrik zijn vader op als koning van Frankrijk. Zelf niet uitzonderlijk getalenteerd, liet Hendrik zich sterk door zijn gunstelingen leiden, zoals de politiek deskundige Diane de Poitiers, de connétable Anne van Montmorency en later de bekwame veldheer Frans van Guise en diens broer Karel van Lotharingen, aartsbisschop van Reims. Als koning zette hij zijn vaders strijd tegen de Habsburgse omsingeling verder en vocht hij dus tegen keizer Karel V van het Heilige Roomse Rijk en tegen diens zoon Filips II van Spanje. Uit realpolitik verbond hij zich met de Duitse protestantse vorsten tegen Karel V. Tegenover het calvinisme in zijn eigen koninkrijk stond Hendrik minder tolerant dan zijn vader Frans I, mede aangespoord door de fervent katholieke Diane de Poitiers. Deze repressie culmineerde in 1557 in het Edict van Compiègne, dat de doodstraf voorzag voor calvinistische predikanten en voor wie hun diensten bijwoonde. 
Hij veroverde in 1552 in Opper-Lotharingen de drie bisschopssteden Toul, Verdun en Metz. De Montmorency leed echter in 1557 tegen Spanje een verpletterende nederlaag bij het Noord-Franse Saint-Quentin en het jaar daarop nog een ernstige nederlaag bij Grevelingen aan het Nauw van Calais. De uitputting van beide landen en het verlangen van de beide katholieke vorsten om vrede te sluiten en zodoende de handen vrij te hebben tegenover de steeds groeiende invloed van het calvinisme, leidden tot de Vrede van Cateau-Cambrésis, op 3 april 1559. Frankrijk mocht Toul, Verdun en Metz behouden, evenals het in 1558 nog door Frans van Guise op Engeland veroverde Calais, Turijn en andere vestingen in Savoie, maar Frankrijk moest afzien van verdere ambities in Italië. Ter bezegeling van het verdrag liet Hendrik zijn dochter Elisabeth van Valois trouwen met Filips II en zijn zuster Margaretha van Valois met Emanuel Filibert van Savoye, die nota bene het bevel had gevoerd over de Spaanse troepen bij Saint-Quentin.
Drie van zijn zonen zouden na hem koning van Frankrijk worden, en één dochter koningin. Diane de Poitiers, die tot zijn dood openlijk zijn maîtresse was geweest, werd door diens weduwe Catharina onmiddellijk de deur gewezen, waarop zij zich terugtrok in het kasteel van Anet, dat Hendrik voor haar had laten bouwen.

## Dood van Hendrik II
Tijdens een steekspel gehouden op 30 juni 1559 om de Vrede van Cateau-Cambrésis te vieren, trad Hendrik aan op het toernooiveld. Hij droeg op zijn helm de kleuren wit en zwart van zijn minnares Diana de Poitiers. De koning werd dodelijk verwond door zijn tegenstrever Gabriel de Lorges toen een speer afbrak en het linkeroog van Hendrik trof. Ondanks de zorgen van de beroemde Franse arts Ambroise Paré en de Vlaamse anatoom Andreas Vesalius, waarvan men vermoedt dat hij ook aanwezig was, overleed Hendrik. Deze gebeurtenis maakte in Frankrijk een einde aan steekspelen.
Hendriks dood luidde een periode van politieke instabiliteit in, mede omdat nog geen van zijn zonen meerderjarig was en Catharina de' Medici dus als regentes moest optreden. De godsdienstige tegenstellingen verscherpten zich zodanig, dat voor Frankrijk circa veertig jaar van Hugenotenoorlogen tussen protestanten en katholieken in het verschiet lagen, waarbij het bovendien Spaanse en Engelse militaire interventies kreeg te verduren.

## Kinderen
Hendrik II en Catharina de' Medici hadden tien kinderen:
- Frans (19 januari 1544 – Parijs, 5 december 1560), huwde met Maria I van Schotland
- Elisabeth (Fontainebleau, 2 april 1545 – Madrid, 3 oktober 1568), huwde met Filips II van Spanje
- Claudia van Valois (Fontainebleau, 12 november 1547 – Nancy, 21 februari 1575), huwde met Karel III van Lotharingen
- Lodewijk (Saint-Germain-en-Laye, 3 februari 1549 – 1549/1550), hertog van Orléans
- Karel Maximiliaan (27 juni 1550 – 30 mei 1574), huwde met Elisabeth van Oostenrijk
- Eduard Alexander Hendrik (19 september 1551 – 2 augustus 1589)
- Margaretha (14 mei 1553 - Parijs, 27 maart 1615), hertogin van Valois, huwde met Hendrik van Navarra
- Frans Hercule (18 maart 1555 - 10 juni 1584), hertog van Alençon en Anjou
- Johanna (Fontainebleau, 24 juni 1556, overleed diezelfde dag)
- Victoria (Fontainebleau, 24 juni 1556 – Amboise, augustus 1556)

Daarnaast had Hendrik II zeker drie kinderen bij verschillende maîtresses:
- Filippa Duci:
  - Diana van Frankrijk (1538 – Parijs, 3 januari 1619). Zij werd in 1547 gewettigd en kreeg de titels hertogin van Châtellerault (1563) en Angoulême (1582). Zij huwde voor de eerste maal in 1552 met Orazio Farnese († 1553), voor de tweede maal in 1557 met Frans van Montmorency (1530-1579). De meeste bronnen vermelden echter hofdame Filippa Duci als de moeder van Diana en dat Diane de Poitiers haar enkel opvoedde. Sommige bronnen melden echter dat er nog een (jong overleden) dochter was, waar Filippa wel degelijk de moeder van was.
- Jane Stuart (of Jane Fleming) (1508-1563), zelf onwettige dochter van Jacobus IV van Schotland:
  - Hendrik van Angoulême (1551 - Aix-en-Provence, juni 1586). Hij werd gelegitimeerd en benoemd tot gouverneur van de Provence.
- Nicole de Savigny:
  - Hendrik de Fontette (Parijs, 1557 – aldaar, 1621). Hendrik II erkende hem niet, omdat hij niet zeker wist of hij de vader was. Hij gaf hem wel de titel graaf van Saint-Rémy.

## Kwartierstaat (voorouders)
| Jan van Angoulême (1399-1467) | Jan van Angoulême (1399-1467) | Jan van Angoulême (1399-1467) | Jan van Angoulême (1399-1467) | Jan van Angoulême (1399-1467)   | Jan van Angoulême (1399-1467)   | Margaretha van Rohan (overleden in 1496) | Margaretha van Rohan (overleden in 1496) | Margaretha van Rohan (overleden in 1496) | Margaretha van Rohan (overleden in 1496) | Margaretha van Rohan (overleden in 1496) | Margaretha van Rohan (overleden in 1496) |                                   |                                   | Filips II van Savoye (1438-1497)  | Filips II van Savoye (1438-1497)  | Filips II van Savoye (1438-1497)   | Filips II van Savoye (1438-1497)   | Filips II van Savoye (1438-1497)   | Filips II van Savoye (1438-1497)   | Margaretha van Bourbon (1438-1483) | Margaretha van Bourbon (1438-1483) | Margaretha van Bourbon (1438-1483) | Margaretha van Bourbon (1438-1483) | Margaretha van Bourbon (1438-1483)   | Margaretha van Bourbon (1438-1483)   |                                      |                                      | Karel van Orléans (1394-1465)        | Karel van Orléans (1394-1465)        | Karel van Orléans (1394-1465) | Karel van Orléans (1394-1465) | Karel van Orléans (1394-1465)          | Karel van Orléans (1394-1465)          | Maria van Kleef (1426−1486)            | Maria van Kleef (1426−1486)            | Maria van Kleef (1426−1486)            | Maria van Kleef (1426−1486)            | Maria van Kleef (1426−1486)      | Maria van Kleef (1426−1486)      |                                  |                                  | Frans II van Bretagne (1435-1488) | Frans II van Bretagne (1435-1488) | Frans II van Bretagne (1435-1488) | Frans II van Bretagne (1435-1488) | Frans II van Bretagne (1435-1488) | Frans II van Bretagne (1435-1488) | Margaretha van Foix (1458-1486)   | Margaretha van Foix (1458-1486)   | Margaretha van Foix (1458-1486)   | Margaretha van Foix (1458-1486)   | Margaretha van Foix (1458-1486)   | Margaretha van Foix (1458-1486)   |  |  |  |  |  |  |  |  |  |  |  |  |  |  |  |  |  |  |  |  |  |  |  |  |  |  |  |  |  |  |  |  |  |  |  |  |  |  |  |  |  |  |  |  |  |  |  |  |
| Jan van Angoulême (1399-1467) | Jan van Angoulême (1399-1467) | Jan van Angoulême (1399-1467) | Jan van Angoulême (1399-1467) | Jan van Angoulême (1399-1467)   | Jan van Angoulême (1399-1467)   | Margaretha van Rohan (overleden in 1496) | Margaretha van Rohan (overleden in 1496) | Margaretha van Rohan (overleden in 1496) | Margaretha van Rohan (overleden in 1496) | Margaretha van Rohan (overleden in 1496) | Margaretha van Rohan (overleden in 1496) |                                   |                                   | Filips II van Savoye (1438-1497)  | Filips II van Savoye (1438-1497)  | Filips II van Savoye (1438-1497)   | Filips II van Savoye (1438-1497)   | Filips II van Savoye (1438-1497)   | Filips II van Savoye (1438-1497)   | Margaretha van Bourbon (1438-1483) | Margaretha van Bourbon (1438-1483) | Margaretha van Bourbon (1438-1483) | Margaretha van Bourbon (1438-1483) | Margaretha van Bourbon (1438-1483)   | Margaretha van Bourbon (1438-1483)   |                                      |                                      | Karel van Orléans (1394-1465)        | Karel van Orléans (1394-1465)        | Karel van Orléans (1394-1465) | Karel van Orléans (1394-1465) | Karel van Orléans (1394-1465)          | Karel van Orléans (1394-1465)          | Maria van Kleef (1426−1486)            | Maria van Kleef (1426−1486)            | Maria van Kleef (1426−1486)            | Maria van Kleef (1426−1486)            | Maria van Kleef (1426−1486)      | Maria van Kleef (1426−1486)      |                                  |                                  | Frans II van Bretagne (1435-1488) | Frans II van Bretagne (1435-1488) | Frans II van Bretagne (1435-1488) | Frans II van Bretagne (1435-1488) | Frans II van Bretagne (1435-1488) | Frans II van Bretagne (1435-1488) | Margaretha van Foix (1458-1486)   | Margaretha van Foix (1458-1486)   | Margaretha van Foix (1458-1486)   | Margaretha van Foix (1458-1486)   | Margaretha van Foix (1458-1486)   | Margaretha van Foix (1458-1486)   |  |  |  |  |  |  |  |  |  |  |  |  |  |  |  |  |  |  |  |  |  |  |  |  |  |  |  |  |  |  |  |  |  |  |  |  |  |  |  |  |  |  |  |  |  |  |  |  |
|                               |                               |                               |                               |                                 |                                 |                                          |                                          |                                          |                                          |                                          |                                          |                                   |                                   |                                   |                                   |                                    |                                    |                                    |                                    |                                    |                                    |                                    |                                    |                                      |                                      |                                      |                                      |                                      |                                      |                               |                               |                                        |                                        |                                        |                                        |                                        |                                        |                                  |                                  |                                  |                                  |                                   |                                   |                                   |                                   |                                   |                                   |                                   |                                   |                                   |                                   |                                   |                                   |  |  |  |  |  |  |  |  |  |  |  |  |  |  |  |  |  |  |  |  |  |  |  |  |  |  |  |  |  |  |  |  |  |  |  |  |  |  |  |  |  |  |  |  |  |  |  |  |
|                               |                               |                               |                               | Karel van Angoulême (1459-1496) | Karel van Angoulême (1459-1496) | Karel van Angoulême (1459-1496)          | Karel van Angoulême (1459-1496)          | Karel van Angoulême (1459-1496)          | Karel van Angoulême (1459-1496)          |                                          |                                          |                                   |                                   |                                   |                                   | Louise van Savoye (1476-1531)      | Louise van Savoye (1476-1531)      | Louise van Savoye (1476-1531)      | Louise van Savoye (1476-1531)      | Louise van Savoye (1476-1531)      | Louise van Savoye (1476-1531)      |                                    |                                    |                                      |                                      |                                      |                                      |                                      |                                      |                               |                               | Lodewijk XII van Frankrijk (1462–1515) | Lodewijk XII van Frankrijk (1462–1515) | Lodewijk XII van Frankrijk (1462–1515) | Lodewijk XII van Frankrijk (1462–1515) | Lodewijk XII van Frankrijk (1462–1515) | Lodewijk XII van Frankrijk (1462–1515) |                                  |                                  |                                  |                                  |                                   |                                   | Anna van Bretagne (1462–1515)     | Anna van Bretagne (1462–1515)     | Anna van Bretagne (1462–1515)     | Anna van Bretagne (1462–1515)     | Anna van Bretagne (1462–1515)     | Anna van Bretagne (1462–1515)     |                                   |                                   |                                   |                                   |  |  |  |  |  |  |  |  |  |  |  |  |  |  |  |  |  |  |  |  |  |  |  |  |  |  |  |  |  |  |  |  |  |  |  |  |  |  |  |  |  |  |  |  |  |  |  |  |
|                               |                               |                               |                               | Karel van Angoulême (1459-1496) | Karel van Angoulême (1459-1496) | Karel van Angoulême (1459-1496)          | Karel van Angoulême (1459-1496)          | Karel van Angoulême (1459-1496)          | Karel van Angoulême (1459-1496)          |                                          |                                          |                                   |                                   |                                   |                                   | Louise van Savoye (1476-1531)      | Louise van Savoye (1476-1531)      | Louise van Savoye (1476-1531)      | Louise van Savoye (1476-1531)      | Louise van Savoye (1476-1531)      | Louise van Savoye (1476-1531)      |                                    |                                    |                                      |                                      |                                      |                                      |                                      |                                      |                               |                               | Lodewijk XII van Frankrijk (1462–1515) | Lodewijk XII van Frankrijk (1462–1515) | Lodewijk XII van Frankrijk (1462–1515) | Lodewijk XII van Frankrijk (1462–1515) | Lodewijk XII van Frankrijk (1462–1515) | Lodewijk XII van Frankrijk (1462–1515) |                                  |                                  |                                  |                                  |                                   |                                   | Anna van Bretagne (1462–1515)     | Anna van Bretagne (1462–1515)     | Anna van Bretagne (1462–1515)     | Anna van Bretagne (1462–1515)     | Anna van Bretagne (1462–1515)     | Anna van Bretagne (1462–1515)     |                                   |                                   |                                   |                                   |  |  |  |  |  |  |  |  |  |  |  |  |  |  |  |  |  |  |  |  |  |  |  |  |  |  |  |  |  |  |  |  |  |  |  |  |  |  |  |  |  |  |  |  |  |  |  |  |
|                               |                               |                               |                               |                                 |                                 |                                          |                                          |                                          |                                          | Frans I van Frankrijk (1494-1547)        | Frans I van Frankrijk (1494-1547)        | Frans I van Frankrijk (1494-1547) | Frans I van Frankrijk (1494-1547) | Frans I van Frankrijk (1494-1547) | Frans I van Frankrijk (1494-1547) |                                    |                                    |                                    |                                    |                                    |                                    |                                    |                                    |                                      |                                      |                                      |                                      |                                      |                                      |                               |                               |                                        |                                        |                                        |                                        |                                        |                                        | Claude van Frankrijk (1499-1524) | Claude van Frankrijk (1499-1524) | Claude van Frankrijk (1499-1524) | Claude van Frankrijk (1499-1524) | Claude van Frankrijk (1499-1524)  | Claude van Frankrijk (1499-1524)  |                                   |                                   |                                   |                                   |                                   |                                   |                                   |                                   |                                   |                                   |  |  |  |  |  |  |  |  |  |  |  |  |  |  |  |  |  |  |  |  |  |  |  |  |  |  |  |  |  |  |  |  |  |  |  |  |  |  |  |  |  |  |  |  |  |  |  |  |
|                               |                               |                               |                               |                                 |                                 |                                          |                                          |                                          |                                          | Frans I van Frankrijk (1494-1547)        | Frans I van Frankrijk (1494-1547)        | Frans I van Frankrijk (1494-1547) | Frans I van Frankrijk (1494-1547) | Frans I van Frankrijk (1494-1547) | Frans I van Frankrijk (1494-1547) |                                    |                                    |                                    |                                    |                                    |                                    |                                    |                                    |                                      |                                      |                                      |                                      |                                      |                                      |                               |                               |                                        |                                        |                                        |                                        |                                        |                                        | Claude van Frankrijk (1499-1524) | Claude van Frankrijk (1499-1524) | Claude van Frankrijk (1499-1524) | Claude van Frankrijk (1499-1524) | Claude van Frankrijk (1499-1524)  | Claude van Frankrijk (1499-1524)  |                                   |                                   |                                   |                                   |                                   |                                   |                                   |                                   |                                   |                                   |  |  |  |  |  |  |  |  |  |  |  |  |  |  |  |  |  |  |  |  |  |  |  |  |  |  |  |  |  |  |  |  |  |  |  |  |  |  |  |  |  |  |  |  |  |  |  |  |
|                               |                               |                               |                               |                                 |                                 |                                          |                                          |                                          |                                          |                                          |                                          |                                   |                                   |                                   |                                   |                                    |                                    |                                    |                                    |                                    |                                    |                                    |                                    |                                      |                                      |                                      |                                      |                                      |                                      |                               |                               |                                        |                                        |                                        |                                        |                                        |                                        |                                  |                                  |                                  |                                  |                                   |                                   |                                   |                                   |                                   |                                   |                                   |                                   |                                   |                                   |                                   |                                   |  |  |  |  |  |  |  |  |  |  |  |  |  |  |  |  |  |  |  |  |  |  |  |  |  |  |  |  |  |  |  |  |  |  |  |  |  |  |  |  |  |  |  |  |  |  |  |  |
|                               |                               |                               |                               |                                 |                                 |                                          |                                          |                                          |                                          |                                          |                                          |                                   |                                   |                                   |                                   |                                    |                                    |                                    |                                    |                                    |                                    |                                    |                                    |                                      |                                      |                                      |                                      |                                      |                                      |                               |                               |                                        |                                        |                                        |                                        |                                        |                                        |                                  |                                  |                                  |                                  |                                   |                                   |                                   |                                   |                                   |                                   |                                   |                                   |                                   |                                   |                                   |                                   |  |  |  |  |  |  |  |  |  |  |  |  |  |  |  |  |  |  |  |  |  |  |  |  |  |  |  |  |  |  |  |  |  |  |  |  |  |  |  |  |  |  |  |  |  |  |  |  |
| Louise van Valois (1515-1517) | Louise van Valois (1515-1517) | Louise van Valois (1515-1517) | Louise van Valois (1515-1517) | Louise van Valois (1515-1517)   | Louise van Valois (1515-1517)   |                                          |                                          | Charlotte van Valois (1516-1524)         | Charlotte van Valois (1516-1524)         | Charlotte van Valois (1516-1524)         | Charlotte van Valois (1516-1524)         | Charlotte van Valois (1516-1524)  | Charlotte van Valois (1516-1524)  |                                   |                                   | Frans III van Bretagne (1518-1536) | Frans III van Bretagne (1518-1536) | Frans III van Bretagne (1518-1536) | Frans III van Bretagne (1518-1536) | Frans III van Bretagne (1518-1536) | Frans III van Bretagne (1518-1536) |                                    |                                    | Hendrik II van Frankrijk (1519-1559) | Hendrik II van Frankrijk (1519-1559) | Hendrik II van Frankrijk (1519-1559) | Hendrik II van Frankrijk (1519-1559) | Hendrik II van Frankrijk (1519-1559) | Hendrik II van Frankrijk (1519-1559) |                               |                               | Magdalena van Valois (1520-1537)       | Magdalena van Valois (1520-1537)       | Magdalena van Valois (1520-1537)       | Magdalena van Valois (1520-1537)       | Magdalena van Valois (1520-1537)       | Magdalena van Valois (1520-1537)       |                                  |                                  | Karel II van Orléans (1522-1545) | Karel II van Orléans (1522-1545) | Karel II van Orléans (1522-1545)  | Karel II van Orléans (1522-1545)  | Karel II van Orléans (1522-1545)  | Karel II van Orléans (1522-1545)  |                                   |                                   | Margaretha van Valois (1523-1574) | Margaretha van Valois (1523-1574) | Margaretha van Valois (1523-1574) | Margaretha van Valois (1523-1574) | Margaretha van Valois (1523-1574) | Margaretha van Valois (1523-1574) |  |  |  |  |  |  |  |  |  |  |  |  |  |  |  |  |  |  |  |  |  |  |  |  |  |  |  |  |  |  |  |  |  |  |  |  |  |  |  |  |  |  |  |  |  |  |  |  |

## Voetnoten
1. ↑  Geoffrey Parker, Keizer Karel V. Landsheer van de Nederlanden, Habsburgs wereldheerser, 2020, p. 240. Gearchiveerd op 27 juli 2023.

- Bibsys: 6094216
- Biblioteca Nacional de España: XX915898
- Bibliothèque nationale de France: cb12066759q (data)
- Catàleg d'autoritats de noms i títols de Catalunya: 981058620090706706
- Gemeinsame Normdatei: 118548166
- International Standard Name Identifier: 0000 0003 9500 1884
- Library of Congress Control Number: n81135003
- Nationale Bibliotheek van Tsjechië: jn20000700814
- Nationale Bibliotheek van Israël: 987007262401605171
- Nationale Bibliotheek van Polen: a0000001182791
- Nederlandse Thesaurus van Auteursnamen: 070548498
- RKD-Nederlands Instituut voor Kunstgeschiedenis: 491422
- Istituto Centrale per il Catalogo Unico: BVEV022109
- LIBRIS: 206225
- Système universitaire de documentation: 086001736
- Union List of Artist Names: 500277680
- Virtual International Authority File: 289634335
- WorldCat: E39PCjGHPhjJT3Tv9KYcVbwqKm